# Eiximèn Peres Escrivà de Romaní i Ram
Eiximèn Peres Escrivà de Romaní i Ram, baró de Beniparrell, va néixer a València al voltant de 1435 i va morir el 1518. Va ser un noble valencià amb una trajectòria polèmica, conegut per la seva participació en diversos enfrontaments cavallerescos, per la seva administració conflictiva com a virrei de Sardenya i lloctinent de Mallorca i per la seva implicació en nombrosos afers econòmics i polítics dins la Corona d'Aragó.

## Orígens i joventut
Fill d’Eiximèn Peres Escrivà i Saranyó i de Beatriu Ram, pertanyia a una destacada família de l'aristocràcia valenciana. Des de jove es va veure implicat en les lluites de faccions que dividien la ciutat de València. L'any 1461 fou nomenat justícia de València, i el 1467 es veié immers en un conflicte amb Pere Pallars Lladró, que culminà amb intercanvis de lletres de batalla.
Les seves disputes i el seu estil de vida li van generar dificultats financeres, que el van portar a vendre part dels seus dominis, incloent la meitat de la baronia de Patraix i, posteriorment, la baronia de Beniparrell. Aquesta venda estava relacionada amb la seva necessitat de liquidar deutes contrets en el marc de les lluites internes entre les faccions valencianes.

## Carrera política i administració
A finals de la dècada de 1470, Eiximèn Pérez Escrivà es consolidà com una figura influent dins la cort aragonesa. L'any 1479, Ferran el Catòlic el nomenà virrei de Sardenya, coincidint amb la seva consolidació com a camarlenc i conseller del monarca. Aquesta designació, no obstant, no estigué exempta de polèmica, ja que mai va arribar a exercir el seu anterior nomenament com a lloctinent de València.

### Virrei de Sardenya
Com a virrei de Sardenya, tingué un mandat tumultuós. Va haver d'enfrontar-se a tensions internes, conspiracions polítiques i rumors d'atacs per part de genovesos i turcs. Va reforçar les defenses d’Oristany i mobilitzà les forces locals per garantir la seguretat de l'illa. Tot i aquestes mesures, el seu govern es veié greument afectat per les seves disputes amb altres funcionaris reials, especialment amb el procurador Joan Fabra. Això el portà a ser destituït el 1483, tot i que recuperà el càrrec el 1485. El 1487 fou obligat a retornar 12.000 lliures al tresor reial per presumptes irregularitats financeres.
Durant la seva estada a Sardenya, Escrivà de Romaní va contreure matrimoni amb Rosa Gambella, una dama sarda que havia estat casada amb el noble Andreu Maròngiu. Després de la mort del seu primer marit, Escrivà de Romaní aconseguí que li fossin restituïts béns que li havien estat confiscats, i poc després es casaren. No obstant això, Rosa morí el 1482 en circumstàncies sospitoses, i Escrivà de Romaní fou acusat de matar-la per apropiar-se del seu patrimoni. Tot i que l'assumpte es va allargar fins al 1494, finalment no hi hagueren proves concloents contra ell.

### Lloctinent de Mallorca
El 1487, Ferran el Catòlic el nomenà virrei de Mallorca. Va arribar a l’illa i prengué possessió del càrrec en un moment de crisi econòmica i institucional. El seu mandat, però, es veié afectat per conflictes amb les autoritats locals, en particular amb el procurador reial Gregori Burgues. Aquest enfrontament va acabar amb la seva destitució el 1491, tot i que els jurats mallorquins van defensar la seva administració i van argumentar que les crítiques contra ell eren infundades.

## Vida posterior i llegat
Després de la seva destitució, Escrivà de Romaní retornà a València, on es dedicà a gestionar els seus afers patrimonials i a defensar-se de diverses disputes jurídiques. El 1510 Ferran el Catòlic li concedí una pensió anual de 3.150 sous, possiblement com a reconeixement dels serveis prestats a la Corona. El 1513 fou nomenat clavari de la Generalitat de València, demostrant que malgrat els escàndols, encara conservava influència a la ciutat.
Pel que fa a la seva vida personal, va contraure matrimoni en cinc ocasions. La seva primera esposa fou Isabel Serra, amb qui tingué dos fills, Beatriu i Jaume. Posteriorment es casà amb Castellana de Montpalau, Rosa Gambella, Caterina de Sena i finalment amb Beatriu de Corella, germana del comte de Cocentaina. D'aquests matrimonis nasqueren diversos descendents, incloent Manfré Escrivà de Romaní, que es documenta com a canonge a València el 1511.
Eiximèn Peres Escrivà de Romaní és recordat com un governant polèmic. La seva administració a Sardenya i Mallorca fou envoltada de crítiques, acusacions de corrupció i conflictes amb les autoritats locals. Alguns historiadors el consideren un exemple de la corrupció i ineficiència administrativa del període, mentre que d'altres apunten que fou un home d'estat que simplement intentava imposar l'autoritat reial en territoris difícils de governar per les pressions dels poders locals.